# Rat Pack Filmproduktion
Rat Pack Filmproduktion GmbH – niemieckie studio filmowe, założone w 2002 przez Christiana Beckera, należące do Constantin Film.
W 2021 r., wytwórnia wydała dreszczowiec dramatyczny Krwawe niebo, będący najbardziej sukcesowym ze wszystkich niemieckojęzycznych produkcji Netflixa.